# Petőfi Csarnok
Il Petőfi Csarnok, spesso chiamato PeCsa, era un centro d'intrattenimento e una sala concerti di Budapest.
L'edificio si trovava nel Városliget ed era un famoso luogo di concerti per musica pop-rock, sede di programmi culturali e mostre con una sala di 1.020 metri quadrati e una capacità di 4.500 persone. Dopo una serie di ritardi  l'edificio è stato finalmente demolito all'inizio del 2017 come parte della ricostruzione del parco circostante.